# 広島 - 高松線
広島 - 高松線（ひろしま - たかまつせん）は、広島市と坂出市、高松市を結ぶ昼行高速バスである。
全便座席指定制のため、乗車には予約が必要。

## 運行会社
高松エクスプレス広島号
- JRバス中国
- ジェイアール四国バス

## 運行経路および停車停留所
JR高松駅 - （国道30号） - （国道11号） - 県庁通り - 栗林公園前 - ゆめタウン高松 - 高松中央インターバスターミナル - （高松中央IC） - （高松自動車道） - （坂出JCT） - 坂出インターバスターミナル - （瀬戸中央自動車道） - （早島IC） - （倉敷JCT） - （山陽自動車道） - （山陽自動車道） - （広島東IC） - （広島高速1号線） - （間所出入口） - 広島駅新幹線口 - 広島バスセンター
- 上り・下りとも広島県内および香川県内のみの利用はできない。
- 上下とも途中山陽道の道口PAで休憩する。

### 過去の運行経路（2012年3月31日まで）
下り（広島行）
JR高松駅→（現行と同じ）→広島駅→一般道・国道54号→不動院→中筋駅
上り（高松行）
広島駅→一般道・国道54号→不動院→中筋駅→広島IC→山陽自動車道→（現行と同じ）→JR高松駅

## 運行回数
- 1日5往復（中国3、四国2）。広島市での大規模イベント・コンサート時には臨時便として20時台に高松行き1本が運行される。

## 歴史
- 1994年（平成6年）9月22日：臨時便として中国JRバスとJR四国が広島 - 高松線「せとうちエクスプレス」を運行開始。1日2往復（同年10月23日まで）。
- 2000年（平成12年）12月15日：中国JRバスが広島 - 高松線「瀬戸内エクスプレス」を運行開始（1日1往復）[1]。JR四国は予約・発券業務のみ。
- 2001年（平成13年）3月17日：1日2往復に増便。
- 2003年（平成15年）9月16日：1日3往復に増便。
- 2004年（平成16年）12月1日：JR四国バスが高松 - 広島線、「高松エクスプレス広島号」を運行開始（1日2往復）[2]。JR四国バス便は途中の休憩がなく特急便として運行。「瀬戸内エクスプレス」と共同運行となり、計1日5往復となる[2]。
- 2007年（平成19年）7月1日：各社1往復ずつ増便、計1日7往復となる。特急便を廃止。
- 2009年（平成21年）6月1日：広島行を広島高速1号線経由に変更、広島市内の停車順序が従来とは逆になった（高松行は従来通り変更なし）。あわせて坂出インターバスターミナルに停車（坂出駅は通らない）。
- 2010年（平成22年）
  - 4月1日：各社1往復ずつ減便、計1日5往復となる。
  - 9月18日：土休日に限り各社1往復ずつ増便、計1日7往復となる。ただし、この増便分の乗車券はみどりの窓口・高速バスネットでの購入ができない。
- 2011年（平成23年）3月12日：中国JRバス便のみ坂出駅停車が復活。
- 2012年（平成24年）4月1日：高松行も広島高速1号線経由に変更、坂出駅・不動院・中筋駅の停車を廃止し広島バスセンター始発・終着となる。
- 2018年（平成30年）
  - 8月1日：7月豪雨復旧作業のため、当分の間中国ジェイアールバス運行分をジェイアール四国バスが代替運行。
  - 12月1日：7月豪雨復旧作業終了につき、中国ジェイアールバスによる運行を再開。土休日の臨時便2往復を廃止。
- 2020年（令和2年）4月1日：福山本郷の停車を廃止。
- 2021年（令和3年）
  - 5月11日：新型コロナウイルス感染拡大防止のため、この日より一部の便を運休
  - 6月19日：新型コロナウイルス感染拡大防止のため、一部運休中の便がこの日より運行再開（当初、同年7月31日まで運行であったが、同年9月10日まで再々々々延長）
  - 9月11日：この日より新型コロナウイルス感染拡大防止のため、再度一部の便（ジェイアール四国バス運行便）を運休（当分の間）
  - 11月5日：新型コロナウイルス感染拡大防止のため運休だった一部の便（5・10号）の運行を再開
- 2023年（令和5年）12月1日：ダイヤ改正により、愛称を「高松エクスプレス広島号」に統一

## 車内設備
- ハイデッカー車
- 4列リクライニングシート
- トイレ（中国JRバス運行便はトイレなし車両で運行されることがある。運行当初はトイレなし車両が使われていた）

## 備考
本路線はJRバスの予約サイト「高速バスネット」の構築に関わったJRバス関東・JR東海バス・西日本JRバスのいずれもが運行に関与していない路線としては初めて同サイトでの予約が可能であったが、2013年3月15日乗車分を最後に中止された。本路線の他にはB&Sみやざき号があるのみ。
2012年の運行経路変更後は中筋駅を起終点とする路線が存在しない状態であったが、2017年に中国バスが運行するドリームスリーパーの経路変更により中筋駅から発着する路線が復活している。